# Carlos Tobar
Carlos Rodolfo Tobar i Guarderas (Quito, 4 de novembre de 1853-Barcelona, 19 d'abril de 1920) fou un escriptor, catedràtic, polític i diplomàtic equatorià.
Fill de Manuel Tobar y Lasso i Francisca Guarderas Villacís, tots dos de famílies tradicionals de Quito, es va doctorar en medicina a la Universitat Central de l'Equador l'any 1880, de la qual posteriorment va ser degà de la Facultat de Filosofia i rector en dues ocasions. Va tenir una àmplia trajectòria diplomàtica i exercí d'ambaixador de l'Equador a l'Argentina, Espanya i a la Societat de Nacions. L'any 1904, actuant com a Ministre Plenipotenciari, al Brasil, li va correspondre signar el Tractat Tobar-Rio Branco entre el Brasil i l'Equador, condicionat al final del conflicte amb el Perú. Va ser l'autor de l'anomenada Doctrina Tobar.
El 1912, després de l'assassinat d'Eloy Alfaro i Julio Andrade es va instal·lar a Barcelona, fins a la seva mort. Va ser membre de l'Acadèmia Equatoriana de la Llengua i de la Reial Acadèmia de la Història.

## Obres publicades
- De todo un poco. Universidad Central del Ecuador. Quito.
- Brochadas. Imprenta del Gobierno. Quito, 1885.
- Más brochadas: Malos dibujos - Tres discursos. Imprenta de Luis Tasso Serra. Barcelona, 1888.
- Breves consideraciones acerca de educación: conferencia leída el 19 de abril de 1898 en la Sección de Ciencias Antropológicas y Sociológicas del Congreso Científico Latino-Americano de Buenos Aires. Imprenta de la Universidad Central. Quito, 1902.
- Consultas al diccionario de la lengua: Algo que le falta en el Vocabulario académico y de lo que sobra en el de los ecuatorianos, etc.. Imp. Atlas Geográfico de Alberto Martín, Barcelona, 1907.
- Quand viendra la paix. 1918.
- Timoleón Coloma. Editorial El Conejo. Quito, 1984.
- Relación de un veterano de la Independencia. Casa de la Cultura Ecuatoriana: Campaña Nacional Eugenio Espejo por el Libro y la Lectura. Quito, 2002. ISBN 9978-92-218-0, ISBN 9789978922187